# Sepúlveda
Sepúlveda è un comune spagnolo di 1 293 abitanti situato nella comunità autonoma di Castiglia e León.